# Antwerpeni egyházmegye
Az Antwerpeni egyházmegye a római katolikus egyház egyik egyházmegyéje Belgiumban. A püspöki széke Antwerpeni városában található, a Mechelen-Brüsszeli főegyházmegye szuffragán egyházmegyéje. Megyéspüspöke Johan Jozef Bonny püspök.

## Története
Az akkori Spanyol Németalföld (amely magában foglalta a mai Hollandiát, Belgiumot és Észak-Franciaországot) egyházmegyéinek átszervezése miatt, II. Fülöp spanyol király kezdeményezésére 1559-ben megalapították az Antwerpeni egyházmegyét. Az egyházmegye területe korábban a Cambrai-i egyházmegyéhez tartozott. Most a szintén újonnan alapított Mecheleni érsekségnek volt alárendelve. Az Antwerpeni egyházmegyét a francia forradalom idején feloszlatták, a plébániát pedig felosztották a Mecheleni és a Bredai egyházmegye között. 1961-ben újjáalapították az Antwerpeni egyházmegyét, területét a Mechelen-Brüsszeli Főegyházmegyétől választották el.

## Területe
Az Antwerpeni Egyházmegye csaknem az egész Antwerpen tartományt foglalja magában Mechelen városát kivéve.

## Az első időszak püspökei
- 1561–1563: Filippo Negri
- 1569–1576: Franciscus Sonnius (Frans van de Velde)
- 1576–1586: Vakanz
- 1586–1595: Laevinus Torrentius (Lieven van der Beken)
- 1597–1601: Guillaume de Berghes (Haus Glymes)
- 1603–1611: Johannes Miraeus
- 1611–1633: Johannes Malderus (Jan van Malderen)
- 1634–1651: Gaspard Nemius (Van Den Bosch/du Bois) (auch Bischof von Cambrai)
- 1652–1676: Ambrosius (Marius) Capello, O.P.
- 1677–1678: Aubertus van den Eede
- 1679–1699: Joannes Ferdinandus Van Beughem
- 1700–1706: Reginaldus Cools
- 1707–1727: Peter Josef von Franken-Siersdorf
- 1727–1742: Carolus d’Espinoza
- 1742–1744: Guilielmus Philippus de Herzelles
- 1746–1747: Joseph Anselmus Franciscus van Werbrouck
- 1749–1758: Dominikus de Gentis (Wilhelm Philipp Gentis)
- 1758–1775: Hendrik Gabriel van Gameren
- 1776–1784: Jacob Thomas Josef Wellens
- 1785–1798: Cornelius Franciscus Nelis

## A második időszak püspökei
- 1962–1977: Jules-Victor Daem
- 1977–1980: Godfried Danneels
- 1980–2008: Paul Van den Berghe
- 2008-hivatalban: Johan Bonny

## Szomszédos egyházmegyék
- Genti egyházmegye (nyugat)
- Bredai egyházmegye (észak)
- ’s-Hertogenbosch-i egyházmegye (északkelet)
- Hasselti egyházmegye (délkelet)
- Mechelen-Brüsszeli főegyházmegye (dél)